# Пенніворт (телесеріал)
«Пенніворт» (англ. Pennyworth) — американський телесеріал, заснований на однойменному персонажі коміксів DC про Бетмена, прем'єра якого відбулася 28 липня 2019 року в мережі Epix.
Виконавчими продюсерами серіалу є Бруно Геллер і Денні Кеннон, титульну роль Альфреда Пенніворта зіграв Джек Беннон — молодша версія персонажа, якого раніше зобразив Шон Пертві в серіалі Геллера та Кеннона «Ґотем» (2014—2019) на каналі Fox. Серіал «Пенніворт» виконує роль приквелу до подій «Ґотема» та серії коміксів «„В“ означає „Вендетта“», створеної Аланом Муром, Девідом Ллойдом і Тоні Віром.
Основні ролі в «Пенніворт» також зіграли: Бен Олдрідж, Гейнслі Ллойд Беннетт, Раян Флетчер, Дороті Аткінсон, Емма Петц, Палома Фейт, Поллі Вокер, Джеймс П'юрфой і Джейсон Флемінг.
Знімання другого сезону розпочалися в січні 2020 року, але в березні були призупинені через пандемію COVID-19. Прем'єра другого сезону зрештою відбулася 13 грудня 2020 року. У жовтні 2021 року третій сезон серіалу перейшов на платформу HBO Max. Третій сезон із підзаголовком «Походження Батмена Бетмена» вийшов 6 жовтня 2022 року. В лютому телесеріал було закрито після трьох сезонів.

## Засновок
«Пенніворт» розкриває подробиці раннього життя майбутнього дворецького родини Вейнів, Альфреда Пенніворта, за роки до подій «Ґотема». Події «Пенніворта» відбуваються в альтернативній історії Лондона, в якій поєднані ознаки початку 1960-х років зі світом, створеним у «„В“ означає „Вендетта“»: сучасна громадянська війна, телевізійні трансляції, публічні казні тощо. Колишній солдат Спеціальної повітряної служби (SAS) Алфі Пенніворт, ветеран війни в Малаї, що вирішує створити власну охоронну компанію, опиняється в центрі протиборства фашистського Товариства Ворона, яке планує захопити владу, та Безіменної Ліги, на боці якої опиняються пов'язані із ЦРУ Томас Вейн і Марта Кейн, майбутні батьки Брюса Вейна.

## Основний акторський склад
- Джек Беннон — Альфред Пенніворт, колишній солдат спецпідрозділу SAS, який працював викидайлом в ексклюзивному лондонському клубі, засновує власну охоронну фірму Pennyworth Security, а пізніше керує власним нічним клубом.
- Бен Олдрідж — Томас Вейна, заможний молодий американець, бухгалтер-криміналіст та лікар із Ґотема, таємний агент ЦРУ, який працює під прикриттям у Безіменній Лізі.
- Гейнслі Ллойд Беннетт — Деон Бешфорда, «Базза», плейбой та давній друга і співслужбовець Альфреда.
- Раян Флетчер — Воллес Мак-Дугал, «Дейвібой», давній друг та співслужбовець Альфреда, має проблеми з алкоголем.
- Дороті Аткінсон — Мері Пенніворт, мати Альфреда.
- Іен Пулстон-Девіс — Артур Пенніворт, батько Альфреда, працює дворецьким.
- Палома Фейт — Бет Сайкс, садистка і соціопатки, бойовик Товариства Ворона, яка закохується в дівчину Альфреда Есме.
- Джейсон Флемінг — лорд Джеймс Гарвуд, колишній лідер Товариства Ворона, лідер Союзу Воронів, який планує взяти під контроль британський уряд.
- Поллі Вокер — Пеггі (Маргарет) Сайкс, сестри Бет, одна з найуспішніших домінанток Ланкаширу.
- Емма Паетц — Марта Кейн, американка, агент Безіменної Ліги, потім — Англійської Ліги, наймає Альфреда допомагати їй у небезпечних місіях. Спочатку закохується в Альфреда, але потім зав'язує стосунки із Томасом Вейном, із яким одружується і народжує доньку Саманту, майбутню старшу сестру Брюса Вейна.
- Рамон Тікарам — детектив Віктор Азіз, головний інспектор лондонської поліції, надалі робить успішну політичну кар'єру.
- Гаррієт Слейтер — Сандра Онслоу, дочка власника пабу Сіда Онслоу, закохана в Альфреда, пізніше стає співачкою в його клубі.
- Едвард Гоґґ — полковник Джон Солт, високопоставлений офіцер Союзу Воронів, який розробляє експериментальну хімічну зброю «Штормова хмара».
- Джессі Ромео — Кеті Браунінг, студентка-художниця, членка Спілки Воронів, пізніше зав'язала близькі стосунки з Бет Сайкс.
- Джеймс П'юрфой — капітан Галлі (Гуллівер) Трой, колишній офіцер SAS, командир Альфреда, Баззи й Дейвібоя, нині лідер групи злочинців, що складається з колишніх солдатів. Пізніше він стає покращеним суперсолдатом — капітаном Блайті.
- Саймон Манйонда — Луціус Фокс, молодий науковець, працює на ЦРУ, щоб проникнути в Союз Воронів, а згодом стає членом Англійської Ліги.